# Graptacme elpis
Graptacme elpis är en blötdjursart som först beskrevs av Winckworth 1927.  Graptacme elpis ingår i släktet Graptacme och familjen Dentaliidae. Inga underarter finns listade i Catalogue of Life.